# Precificação do carbono
A Precificação de Carbono é a atribuição de um custo aos impactos negativos gerados pelo aumento de gases de efeito estufa (GEE) na atmosfera, causados, por exemplo, pela queima de combustíveis fósseis e decorrentes de mudanças no uso da terra promovidas pelo desmatamento .
A precificação de carbono é um importante instrumento para acelerar a transição energética e a descarbonização da economia, com oportunidades econômicas para os negócios renováveis, que são potenciais vendedores de crédito de carbono. Em especial para empresas do setor elétrico, como a Neoenergia, alinhada a uma transição energética limpa porque serve para.
- Acompanhar uma tendência corporativa global;
- Ratificar para a sociedade, com consistência e materialidade, seu compromisso com a preservação do meio ambiente e a luta contra as mudanças climáticas;
- Antecipar e analisar o impacto financeiro de um futuro marco regulatório mandatório que precifique as emissões do setor produtivo;
- Incorporar a agenda climática à sua estratégia de negócio, promovendo o alinhamento com a Política Contra a Mudança Climática  e orientar o cumprimento assumido de redução das emissões de GEE.;
- Saber o preço do CO2 evitado, decorrente de ações de mitigação junto ao seu portfólio;
- Apoiar e acelerar a descarbonização de seu portfólio, rumo a uma economia neutra em  carbono;
- Implementar uma boa prática ESG – termo usado para se referir a práticas empresariais e de investimento que se preocupam com critérios socioambientais , e não apenas com o lucro –  aumentando o valor percebido do negócio por seus investidores [3].

Há diversos instrumentos de precificação de carbono. Os dois principais são: tributo (sobre preço nas emissões) ou sistema de comércio de emissões ou mercado (com direitos de emissão comercializáveis). O tributo, em geral, possui custo menor de implementação e de adoção por parte dos setores regulados, mas há o risco de dominância de objetivos fiscais que pode gerar incertezas nos objetivos da precificação. No Brasil, especialmente, há pouca popularidade por causa da grande carga fiscal e tributária já existente e uso indevido de receitas .
O mercado exige a criação de instrumentos legislativos e institucionais adicionais e de uma implementação mais gradual, porém consolida a governança climática na trajetória de baixo carbono. Haveria, portanto, distribuição gratuita de direitos de emissão com o fluxo de recursos entre os regulados e mais liberdade regulatória e institucional para proteger competitividade com alocação diferenciada .